# جون أوفرتون (لاعب كرة قدم)
جون أوفرتون (بالإنجليزية: John Overton)‏ هو لاعب كرة قدم بريطاني في مركز الدفاع، ولد في 2 مايو 1956 في روثرهام ‏ في المملكة المتحدة. لعب مع أستون فيلا ونادي غيلينغهام ونادي هاليفاكس تاون.